# Hlízov
Hlízov település Csehországban, a Kutná Hora-i járásban. Hlízov Starý Kolín, Libenice, Nové Dvory és Kutná Hora településekkel határos. Lakosainak száma 656 fő (2024. január 1.).

## Népesség
A település lakosságának változását az alábbi diagram mutatja:
| Lakosok száma | 755  | 765  | 732  | 564  | 502  | 415  | 576  | 593  | 611  | 656  |
|               | 1869 | 1890 | 1921 | 1950 | 1980 | 2001 | 2017 | 2019 | 2022 | 2024 |